# Forest Lawn Memorial Park (Hollywood Hills)
Forest Lawn – Hollywood Hills Cemetery – cmentarz należący do sieci Forest Lawn Memorial-Parks & Mortuaries skupiającej cmentarze południowej Kalifornii. Znajduje się przy 6300 Forest Lawn Drive, w sąsiedztwie Hollywood Hills w Los Angeles.

## Znani i zasłużeni pochowani na tym cmentarzu

### A
- Harry Ackerman, producent telewizyjny
- Edie Adams, aktorka
- Iris Adrian, aktorka
- Philip Ahn, aktor
- Harry Akst, autor piosenek
- Robert Aldrich, reżyser
- Steve Allen, komik, pisarz
- Don Alvarado, aktor, reżyser
- Leon Ames, aktor
- Morey Amsterdam, komik
- Carl David Anderson, naukowiec, zdobywca Nagrody Nobla
- Ernie Anderson, prezenter telewizyjny
- Mignon Anderson, aktorka
- Lois Andrews, aktorka
- Robert Arthur, producent telewizyjny
- Matthew Ansara, aktor, kulturysta
- Gene Autry, aktor
- Patricia Avery, aktorka
- Tex Avery, animator

### B
- Art Babbitt, animator
- Lloyd Bacon, reżyser
- Parley Baer, aktor
- David Bailey, aktor
- Buddy Baker, kompozytor

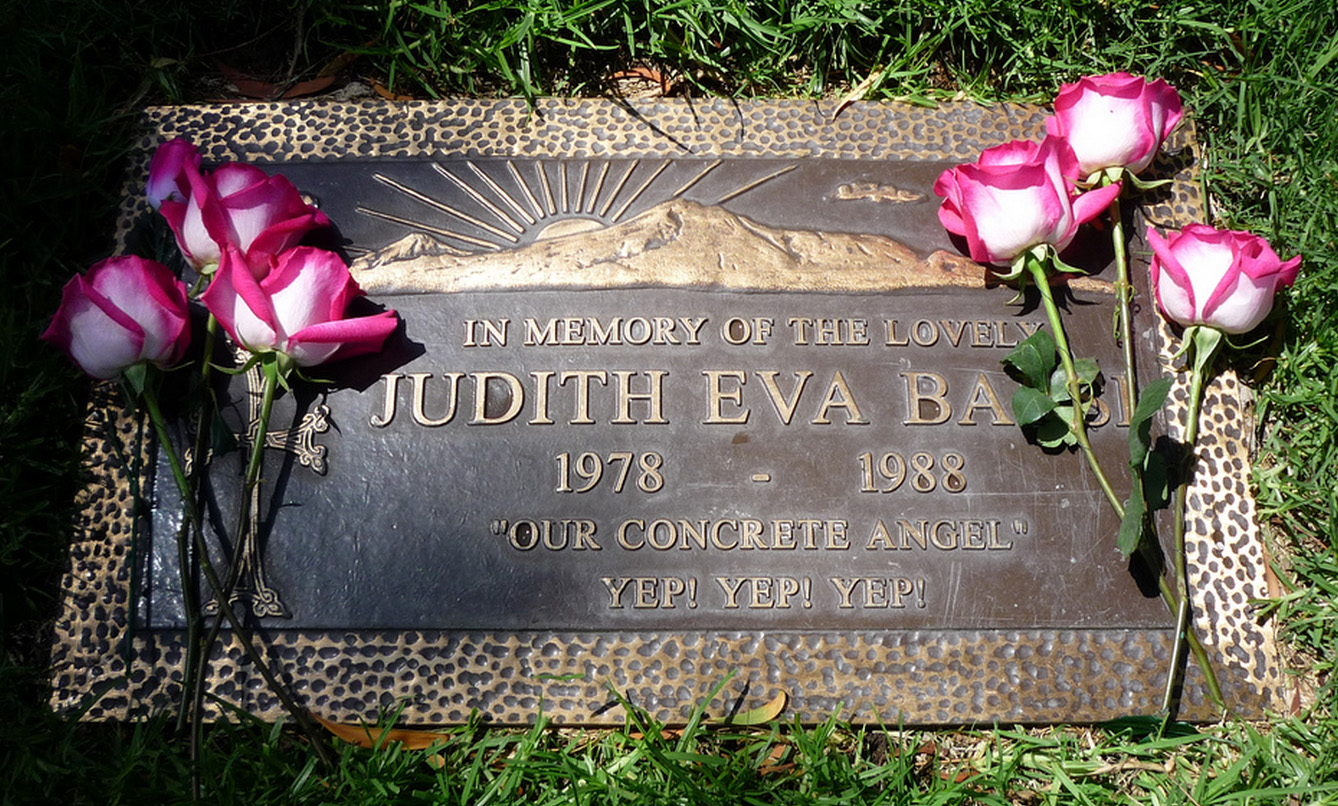
Nagrobek Judith Barsi

- Bonnie Lee Bakley, zamordowana żona Roberta Blake’a
- John Ball, pisarz
- Lucille Ball aktorka
- Harry Barris, piosenkarz
- Don „Red” Barry, aktor
- Judith Barsi, aktorka
- Clyde Beatty, właściciel cyrku
- Noah Beery Jr., aktor
- Noah Beery Sr., aktor
- Ralph Bellamy, aktor
- Richard Benedict, aktor, reżyser
- Spencer Gordon Bennet, reżyser
- Lamont Bentley, aktor
- Mary Kay Bergman, aktorka
- Fred „Rerun” Berry, aktor
- Gus Bivona, muzyk
- Willie Bobo, muzyk
- Cameron Boyce, aktor
- Tom Bosley, aktor
- Delany Bramlett, muzyk
- Mary Brian, aktorka
- Pamela Britton, aktorka
- Albert „Cubby” Broccoli, producent serii filmowej James Bond
- Joe Brooks, aktor
- Wally Brown, aktor, komik
- Edgar Buchanan, aktor
- Mildred Burke, zapaśnik
- Solomon Burke, piosenkarz
- Bartine Burkett, aktorka
- Everett G. Burkhalter, polityk
- Smiley Burnette, aktor
- Wally Byam, przedsiębiorca

### C
- Godfrey Cambridge, aktor i komik
- Roy Campanella, gracz baseballu
- Pete Candoli, muzyk
- Stephen J. Cannell, producent
- David Carradine, aktor
- Robert Clarke, aktor
- Bill Cody Jr., aktor
- Nudie Cohn, projektant mody
- Dennis Cole, aktor
- Ray Collins, aktor
- William Conrad, aktor
- Bert Convy, gospodarz programu telewizyjnego
- Tara Correa-McMullen, aktorka
- Willie Crawford gracz baseballu
- Gary Crosby, aktor i piosenkarz
- Scatman Crothers, aktor i muzyk

### D
- Ken Darby, kompozytor
- Bette Davis, aktorka
- Gail Davis, aktorka
- Laraine Day, aktorka
- Sandra Dee, aktorka
- Frank Dekova, aktor
- Reginald Denny, aktor
- Gene de Paul, kompozytor
- Frank DeVol, kompozytor
- Ronnie James Dio, piosenkarz i autor tekstów
- Theodore Dreiser, pisarz
- Don Drysdale, gracz baseballu
- Roy O. Disney, współzałożyciel The Walt Disney Company; brat Walta Disneya
- Leo Durocher, gracz baseballu
- Michael Clarke Duncan, aktor
- Jerry Dunphy

### E
- Anthony Eisley, aktor
- Josh Ryan Evans, aktor
- Michael Evans, aktor

### F
- Richard Farnsworth, aktor
- Marty Feldman, aktor i komik
- Carrie Fisher, aktorka i pisarka
- Robert Charles Francis, aktor
- Melvin Franklin, piosenkarz, członek The Temptations
- Milton Frome, aktor
- Bobby Fuller, piosenkarz

### G
- Frankie Gaye, piosenkarz
- Wally George, announcer
- Andy Gibb, piosenkarz
- Hugh Gibb, ojciec piosenkarzy Barry’ego, Robina, Maurice’a i Andy’ego
- Peggy Gilbert, muzyk jazzowy
- Haven Gillespie

### H
- Hard Boiled Haggerty, zapaśnik
- Monte Hale, aktor
- Thomas F. Hamilton, założyciel Hamilton Standard
- Ann Harding, aktorka
- Gabby Hayes, aktor
- Neal Hefti, kompozytor
- Horace Heidt, lider zespołu
- Jean Speegle Howard, aktorka

### I
- Rex Ingram, aktor
- Ub Iwerks, animator

### J
- Thomas E. Jackson (1885–1967), aktor
- Tony Jay, aktor
- Kelly Johnson (1910–1990), inżynier lotnictwa

### K
- Bob Kane, rysownik, twórca Batmana
- Buster Keaton, aktor i komik
- Ian Fraser Lemmy Kilmister, wokalista, autor tekstów i basista rockowy
- Lincoln Kilpatrick, aktor
- Ernie Kovacs, aktor i komik
- Kay E. Kuter, aktor

### L

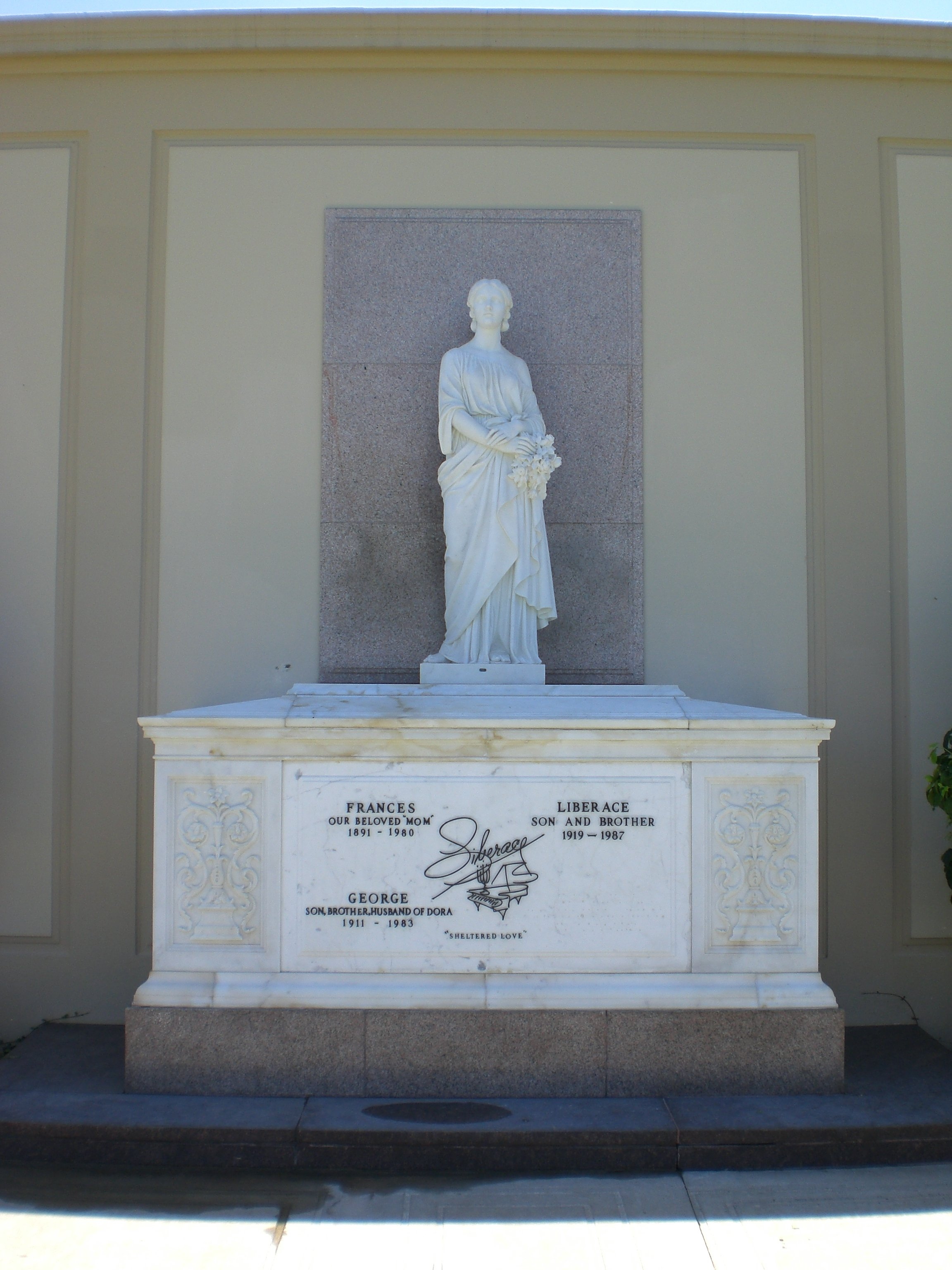
Nagrobek Liberace

- Mildred Lager, aktywista zdrowego żywienia
- Dorothy Lamour, aktorka
- Fritz Lang, reżyser
- June Lang, aktorka
- Grace Lantz, aktor głosowy
- Walter Lantz, twórca Woody Woodpecker
- Nicolette Larson, piosenkarka
- Charles Laughton, aktor
- Stan Laurel, aktor i komik
- Arthur Lee, piosenkarz
- Robert Edwin Lee, dramaturg
- Stan Levey, producent muzyczny
- Liberace, muzyk
- George Liberace, aktor i muzyk, starszy brat Liberace
- Lionel „Curly” Lindon, operator kamery
- Art Linkletter, osobowość radiowa i telewizyjna
- Diane Linkletter, córka Art Linkletter
- Frederick Llewllelyn, prezes Forest Lawn
- Felix Locher, aktor
- Julie London, aktorka i piosenkarka

### M
- Kenneth MacDonald, aktor
- Harriet E. MacGibbon, aktorka
- Teena Marie, piosenkarka, kompozytor
- Junius Matthews, aktor
- Pat McCormick, komik
- Ed McMahon, prowadzący telewizyjny
- Simon Monjack, producent, scenarzysta, mąż Brittany Murphy
- Brittany Murphy, aktorka
- Burt Mustin, aktor

### N
- Harriet Nelson, aktorka
- Ozzie Nelson, aktor i lider zespołu
- Ricky Nelson, aktor i piosenkarz
- Jack Nimitz, saksofonista

### O
- Donald O’Connor, aktor, piosenkarz i tancerz
- Orry-Kelly, kostiumolog

### P
- Joy Page, aktorka
- Nestor Paiva, aktor
- Jean Parker, aktorka
- Bill Peet, animator filmowy
- Freddie Perren, muzyk
- Matthew Perry, aktor
- Brock Peters, aktor
- Esther Phillips, piosenkarka
- Rich Piana, kulturysta
- Charles Pierce, aktor
- Tony Pope, aktor głosowy
- Jeff Porcaro, muzyk
- Freddie Prinze, aktor i komik

### Q-R

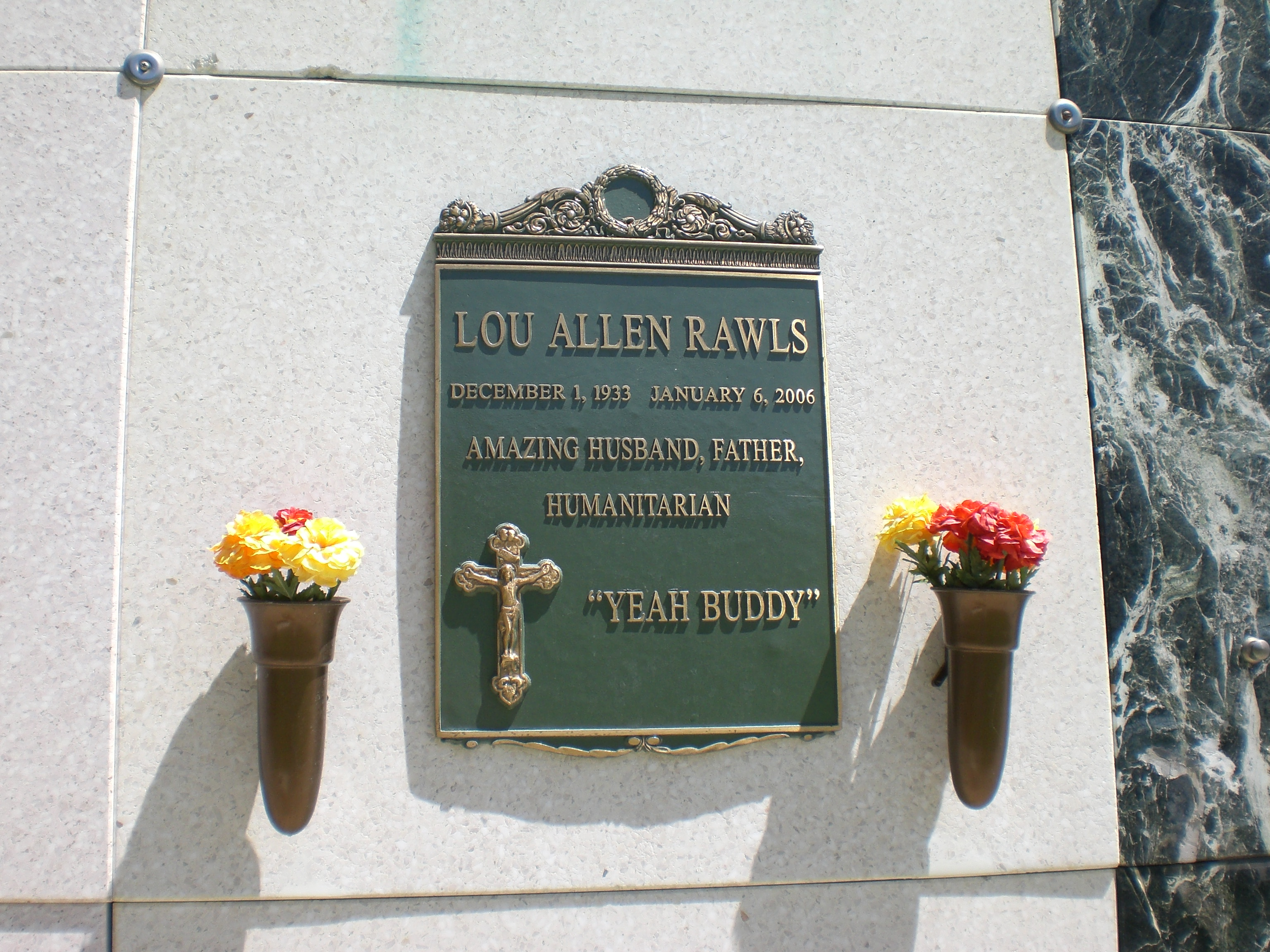
Nagrobek Lou Rawls

- George Raft, aktor
- Amanda Randolph, aktorka
- Lillian Randolph, aktorka
- Lou Rawls, piosenkarz
- Dorothy Revier, aktorka
- Debbie Reynolds, aktorka
- Dar Robinson, kaskader
- John Ritter, aktor
- Naya Rivera, aktorka
- Kasey Rogers, aktorka
- Joe E. Ross, aktor

### S
- Sabu, aktor
- Jack Sahakian, stylista i aktor
- Isabel Sanford, aktorka
- Telly Savalas, aktor
- Johnny Sekka, aktor
- Reta Shaw, aktorka
- Clarice Sherry, aktorka
- Phillips Smalley, reżyser, aktor
- Jack Soo, aktor
- Olan Soule, aktor
- Rod Steiger, aktor
- McLean Stevenson, aktor
- Glenn Strange, aktor
- Victor Sutherland, aktor
- H.N. Swanson, agent Hollywood

### T
- Vic Tayback, aktor
- Jack Teagarden, muzyk
- Frankie Thomas(inne języki), aktor
- Martha Tilton, piosenkarka
- André De Toth, reżyser
- Helen Travolta (1912–1978), matka Johna Travolty
- Bobby Troup, aktor, pianista jazzowy
- Forrest Tucker, aktor

### U-V
- Lee Van Cleef, aktor
- Katherine Victor, aktorka
- Al Viola, muzyk

### W
- Paul Walker, aktor
- Jack Webb, aktor
- Frank Wells, prezes firmy Disney
- Claire Whitney, aktorka
- Jess Willard, bokser
- Bill Williams, aktor
- Sue Williams, aktorka
- Dick Wilson, aktor
- Marie Wilson, aktorka
- Paul Winfield, aktor
- John Wooden, trener sportowy
- George Wright, filantrop

### X-Y
- Ralph Yearsley, aktor

### Z
- Paul Zastupnevich, kostiumolog
- George Zucco, aktor